# کالج جهانی یادگیری
کالج جهانی یادگیری (به‌طور اختصاری به انگلیسی:UCOL) یک مرکز آموزش دانشگاهی پلی تکنیک دولتی در نیوزیلند است که عمدتاً در پالمرستون شمالی واقع شده‌است اما همچنین در وانگانوی، مسترتون و لوین دارای پردیس است. دکتر لیندا سیسونز سرپرست فعلی رئیس اجرایی است.

## تاریخچه
کالج جهانی یادگیری در سال ۱۹۰۷ تأسیس شد و به عنوان مدرسه فنی پالمرستون شمالی شناخته شد. در سال ۱۹۷۱ به مؤسسه فنی پالمرستون شمالی و در سال ۱۹۸۳ به پلی تکنیک ماناواتو تبدیل شد. در آن زمان در دوره‌های کارآموزی تجارت، و در کلاس‌های سرگرم، هنر و صنایع دستی، همراه با طیف وسیعی از برنامه‌های مدرسه شبانه در مطالعات بازرگانی برای بزرگسالان شاغل، تخصص داشت.
همان‌طور که دولتهای متوالی بر آموزش حرفه ای تأکید داشتند، پلی تکنیک دوره‌های ارائه شده را گسترش داد، اما تمرکز خود را بر برنامه‌های اصلی حرفه ای حفظ کرد. اکنون برنامه‌های بنیاد و گواهینامه، دیپلم، درجه و گزینه‌های تحصیلات تکمیلی را در طیف وسیعی از موضوعات و همچنین برنامه‌های مبتنی بر جامعه ارائه می‌دهد.
در سال ۱۹۸۷، پلی تکنیک ماناواتو یک پردیس کوچک در لوین افتتاح کرد و تصویب تزریق سرمایه ۲۲$ میلیون دلاری توسط دولت در سال ۱۹۹۶، امکان بازسازی و تجمیع دانشگاه پالمرستون شمالی را در یک سایت در مرکز شهر فراهم کرد.
در اواخر سال ۱۹۹۸، پلی تکنیک ماناواتو نام خود را به کالج جهانی یادگیری (UCOL) تغییر داد. UCOL در ژانویه ۲۰۰۱ با ادغام پلی تکنیک منطقه‌ای مسترتون و ادغام پلی تکنیک منطقه‌ای وانگانوی در ۱ آوریل ۲۰۰۲ گسترش یافت. در تاریخ ۱ آوریل ۲۰۲۰، UCOL در کنار ۱۵ انستیتوی فناوری و پلی تکنیک (ITP) به انستیتوی مهارت و فناوری نیوزیلند تبدیل شد.
چهار پردیس وجود دارد: پالمرستون شمالی ، وانگانوی ، ماسترتون و لوین.

### امکانات دانشگاه پالمرستون شمالی
- مرکز آزمون TOEFL iBT
- رستوران آموزش جاه طلبی‌ها
- سالن آرایش و زیبایی
- باشگاه وزنه‌برداری پالمرستون شمالی (وابسته به وزنه‌برداری المپیک نیوزلند) بایگانی‌شده  در ۲۲ ژانویه ۲۰۲۰ توسط Wayback Machine

### امکانات دانشگاه وانگانوی
- رستوران آموزش ویژن
- سالن آرایش و زیبایی

### امکانات دانشگاهمسترتون
- سالن آرایش و زیبایی

## اولویت‌های استراتژیک
UCOL (کالج جهانی یادگیری) بر ارائه شش خصوصیت استراتژی آموزش عالی ۲۰۱۴–۲۰۱۹ متمرکز شده‌است.
- ارائه مهارت برای صنعت
- ورود جوانان در معرض خطر به حرفه
- تقویت موفقیت مائوری و پاسیفیکا
- بهبود سواد و تعداد افراد بزرگسال
- تقویت نهادهای مبتنی بر تحقیق
- در حال رشد ارتباطات بین‌المللی

## آموزش مبتنی بر روابط
UCOL (کالج جهانی یادگیری) اولین کسی است که از یک رویکرد آموزش مبتنی بر روابط در یک محیط آموزش عالی استفاده می‌کند. چیزی که به نام ته آتاکورا شناخته می‌شود، برنامه با پشتیبانی از مشاورهٔ آموزش و پرورش شناخت محدود و بازنشسته و استاد راسل اسقف. این برنامه برای افزایش موفقیت مائوری، توسعه تیم‌های آموزشی با عملکرد بالا و ارائه خدمات پشتیبانی مداوم برای زبان آموزان طراحی شده‌است.

## پیشنهادهای مطالعاتی
UCOL بیش از ۱۰۰ برنامه تحصیلی را در سطح گواهینامه، دیپلم و درجه در زمینه‌های زیر ارائه می‌دهد:
- علوم کاربردی (علوم آزمایشگاهی، علوم بنیادی)
- هنر و طراحی (طراحی گرافیک، تصاویر متحرک، انیمیشن، طراحی مد، چاپ، شیشه سازی، تصویرگری، طراحی داخلی، موسیقی، عکاسی)
- خودرو و تابلو و رنگ
- زیبایی و آرایشگری
- تجارت (مدیریت، مدیریت، مدیریت پروژه، حسابداری، جهانگردی، تجارت کوچک)
- آموزش و مهمان نوازی آشپز
- آموزش (آموزش بزرگسالان، آموزش اوایل دوران کودکی)
- مهارت‌های بنیاد (زبان مائوری، زبان اشاره، مهارت‌های محاسبات، زبان انگلیسی، سواد، تعداد)
- ورزش و علم ورزش (تهویه بدن، عملکرد ورزشی)
- علوم بهداشتی (پرستاری، تصویربرداری پزشکی، مددکاری اجتماعی، بهداشت روان)
- فناوری اطلاعات (شبکه‌های رایانه ای، توسعه نرم‌افزار، سیستم‌های اطلاعاتی تجاری، فناوری اطلاعات و ارتباطات)
- پرستاری دام و مراقبت از حیوانات
- تجارت سنتی بایگانی‌شده  در ۲۷ ژانویه ۲۰۲۰ توسط Wayback Machine (مهندسی، مهندسی برق، نجاری، ساختمان، ساخت و ساز، نجاری، معماری، ساخت، جوشکاری، ساخت مبلمان، امنیت، کارهای زیربنایی)
- در برنامه‌های مدرسه - گزینه‌های تحصیل به صورت پاره وقت برای دانش آموزان دبیرستانی که می‌خواهند همزمان با کسب اعتبارات NCEA به تحصیلات عالی متوسل شوند.

در اواخر سال 2016 UCOL بودجه کمیسیون آموزش عالی صندوق زبان انگلیسی پناهندگان را تأمین کرد تا به تعداد محدودی از پناهندگان واجد شرایط فرصت تحصیل مجوز نیوزیلند به زبان انگلیسی در سطح ۳ یا سطح ۴ را به صورت رایگان بدهد.

## جوایز شورای
هر ساله UCOL با اهدای جوایز افتخار شورای UCOL بایگانی‌شده  در ۲۵ فوریه ۲۰۲۰ توسط Wayback Machine از افرادی در جامعه که سهم قابل توجهی در مناطق محلی و به‌طور کلی جامعه داشته‌اند، تقدیر می‌کند بایگانی‌شده  در ۲۵ فوریه ۲۰۲۰ توسط Wayback Machine. در سال 2019 UCOL با افتتاحیه جوایز فارغ التحصیلان UCOL سهم فارغ التحصیلان خود را شناخت.